# SMS Derfflinger
SMS Derfflinger byl bitevní křižník německého císařského loďstva postavený těsně před vypuknutím první světové války. Byla to vedoucí loď ve své třídě, doplněné o dvě sesterské lodě Lützow a Hindenburg. Lodě této třídy bitevních křižníků, kam Derfflinger spadal, byly větší a představovaly významné zlepšení oproti předchozím německým bitevním křižníkům jak v oblasti výzbroje, ochrany i maximálnímu dosahu. Loď byla pojmenována po polním maršálovi Georgu von Derfflinger, který bojoval ve třicetileté válce.

## Operační služba

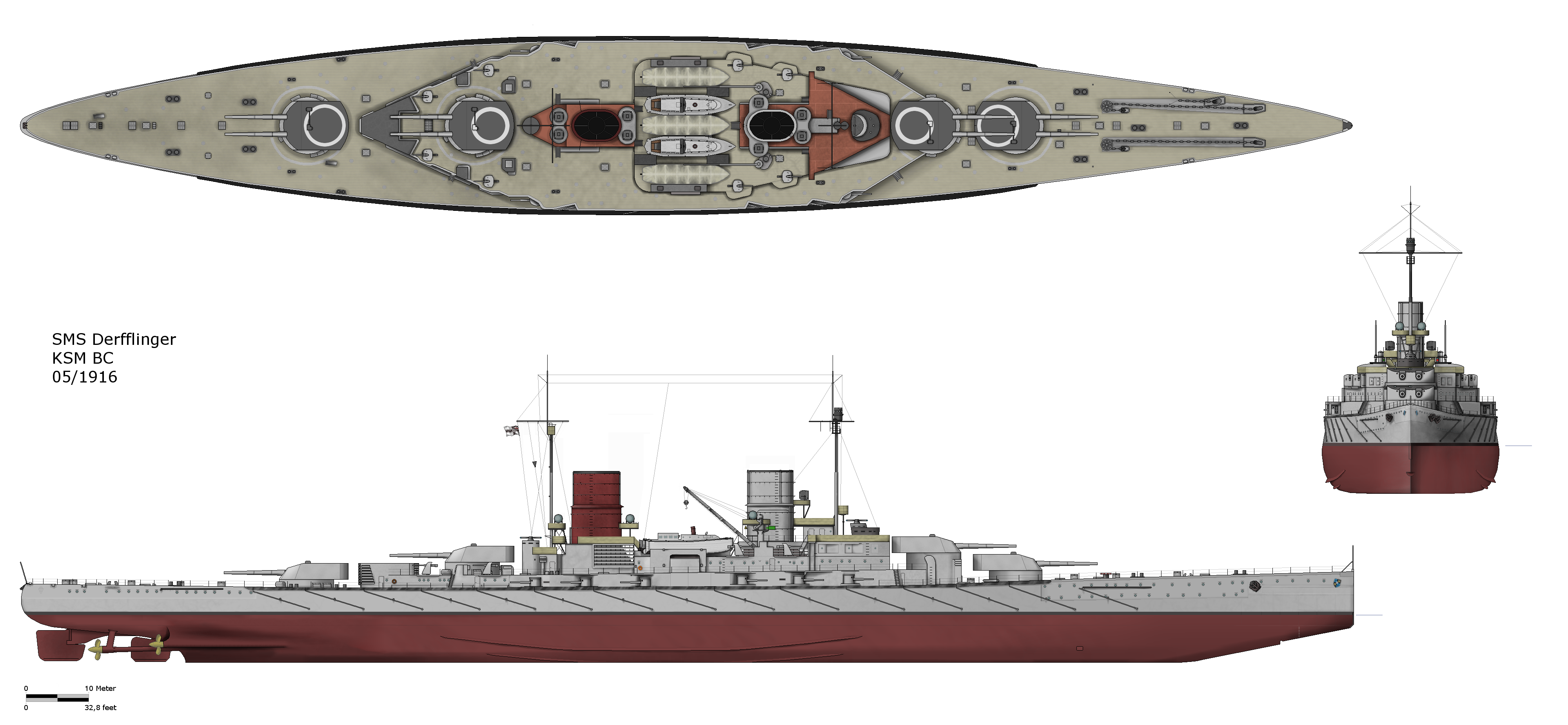
Podoba lodi v květnu 1916

Derfflinger byl zapojený do několika bojových akcí první světové války. Podílel se na bombardování anglických pobřežních měst, stejně jako bitvy u Dogger Banku a bitvy u Jutska, kde její houževnatý odpor vedl k tomu, že mu britové začali přezdívat „Iron Dog“ (železný pes). Loď byla částečně zodpovědná za potopení dvou britských bitevních křižníků u Jutska - Derfflinger zničil bitevní křižník HMS Queen Mary, zatímco bitevní křižník Seydlitz a sesterská loď Lützow pomáhaly k potopení bitevního křižníku HMS Invincible. 
Po příměří v listopadu 1918 byl Derfflinger internován spolu ostatními loděmi německé oceánské flotily na Scapa Flow. Dne 21. června 1919 v 14:45 ho zde během tzv. incidentu ve Scapa Flow potopila vlastní posádka, aby se nedostal do rukou vítězů války.